# Marius Th. Barna
Marius Th. Barna (n. 7 septembrie 1960, Oradea) este un regizor, scenarist și producător român de film.
A absolvit UNATC în 1995.

## Filmografie

### Regizor
- Privește înainte cu mînie (1993) – asistent regie
- Mail Life (1995)
- Față în față (1999)
- Război în bucătărie (2001)
- Sindromul Timișoara - Manipularea (2004)
- Istoria petrolului din România (2004)
- Carnetul de partid, Sexul și anticoncepționalele, Frica de securitate (2007)
- Dincolo de America (2008)
- Casanova, identitate feminină (2009)
- Utopia impusă (2010)
- Călugărițele vrăjitoare (2017)
- Lovesc, deci exist! (2017)
- Nostalgia dictaturii (2019)

### Producător
- Happy End (2006)
- Dincolo de America (2008)
- Casanova, identitate feminină (2009)
- Viața mea sexuală (2010)
- Umilință (2011)
- ...Mama ei de tranziție!?! (2011)
- Lovesc, deci exist! (2017)

### Scenarist
- Față în față (1999)
- Sindromul Timișoara - Manipularea (2004)
- Carnetul de partid, Sexul și anticoncepționalele, Frica de securitate (2007)
- Casanova, identitate feminină (2009)